# Шарль-Луї Бальзак
Шарль-Луї Бальзак, іноді Шарль Луї Бальзак (Charles-Louis Balzac; нар. 1752 у Парижі ; † 29 березня 1820 там само) — французький архітектор та архітектурний рисувальник.

## Біографія
Бальзак був сином майстра-будівельника, у якого навчився основ своєї подальшої професії. Пізніше його прийняли до Королівської архітектурної академії, де він вивчав архітектуру, переважно під керівництвом Анже-Жака Габріеля, придворного архітектора короля Людовика XV.
Як архітектор, Бальзак деякий час працював у міській адміністрації Парижа та час від часу співпрацював з Національною школою мостів та доріг . Він підтримав Французьку революцію і рано став гарячим прихильником генерала Наполеона Бонапарта.
Коли Наполеон планував вторгнення до Єгипту в 1798 році, Директорія створила Комісію наук і мистецтв та включила її до складу експедиційних сил. Будучи членом «Комісії», Бальзак також був одним із засновників Інституту Єгипту в Каїрі. Згодом малюнки Бальзака історичних пам'яток також увійшли до «Опису Єгипту».
У серпні 1799 року Бальзак виїхав з Булака до Верхнього Єгипту, щоб дослідити Луксор, Карнакський храм та інші пам'ятки Стародавнього царства.
У 1801 році Бальзак разом з іншими колегами з Комісії повернувся до Франції. Він працював у префекта Сени, Ніколи Фрошо, і підтримував його в його реформах. Будучи прихильником Наполеона, Бальзак не міг обрати дім Бурбонів навіть під час Реставрації. Він вийшов на пенсію та відійшов у приватне життя. У 1820 році Шарль-Луї Бальзак помер у Парижі і знайшов там свій останній спочинок.